# William Disney
William Disney (Topeka, 3 aprile 1932 – 22 aprile 2009) è stato un pattinatore di velocità su ghiaccio statunitense.

## Palmarès

### Olimpiadi invernali
- Argento a Squaw Valley 1960 nei 500 metri.